# Copa Chile de Básquetbol 2024
La Copa Chile de Básquetbol 2024 (conocida por razones de patrocinio como Copa Chile Jugabet by Cecinas Llanquihue) es la 12.ª edición del torneo de copa de básquetbol organizado por la Liga Nacional de Básquetbol de Chile que empezó su disputa el 18 de octubre de 2024 y finalizó el 21 de diciembre de 2024 con el Final Four disputado en la comuna de Ancud.
ABA Ancud se consagra como campeón por primera vez en su historia luego de derrotar en la final a Colegio Los Leones 73-66 en la final disputada en el renombrado Gimnasio Fiscal Luis "Caco" Suárez de la ciudad de Ancud.

## Sistema de Campeonato

### Fase Zonal
Los 12 equipos se dividirán en dos conferencias (centro y sur). Jugarán en el formato de todos contra todos (ida y vuelta), los 4 primeros de cada conferencia avanzan a  los play-off en busca del título. 

### Play-Off
Los 8 equipos se enfrentarán en llaves en el formato de eliminación directa, al mejor de 5 enfrentamientos. Los 4 equipos que ganen sus respectivas llaves, avanzarán al Final Four.

### Final Four
Se jugarán las semifinal y Final a partido único. La sede durante este año será en el Gimnasio Fiscal Luis "Caco" Suárez de Ancud.

## Equipos participantes
| Club                         | Región               | Ciudad       |
| ---------------------------- | -------------------- | ------------ |
| CD Colegio Los Leones        | Región de Valparaíso | Quilpué      |
| Sportiva Italiana            | Región de Valparaíso | Valparaíso   |
| CD Universidad Católica      | Región Metropolitana | Las Condes   |
| Municipal Puente Alto        | Región Metropolitana | Puente Alto  |
| Colo-Colo                    | Región Metropolitana | Macul        |
| Español de Talca             | Región del Maule     | Talca        |
| CD Universidad de Concepción | Región del Biobío    | Concepción   |
| CD Las Ánimas                | Región de Los Ríos   | Valdivia     |
| CD Valdivia                  | Región de Los Ríos   | Valdivia     |
| Español de Osorno            | Región de Los Lagos  | Osorno       |
| Puerto Varas Basket          | Región de Los Lagos  | Puerto Varas |
| ABA Ancud                    | Región de Los Lagos  | Ancud        |

## Fase de grupos

### Conferencia Centro[3]
| Equipo                | Pts | PJ | PG | PP | PF  | PC  | Dif  |
| --------------------- | --- | -- | -- | -- | --- | --- | ---- |
| Municipal Puente Alto | 18  | 10 | 8  | 2  | 773 | 722 | 51   |
| Colegio Los Leones    | 17  | 10 | 7  | 3  | 804 | 671 | 133  |
| Sportiva Italiana     | 16  | 10 | 6  | 4  | 775 | 776 | -1   |
| Colo-Colo             | 15  | 10 | 5  | 5  | 778 | 756 | 22   |
| Universidad Católica  | 13  | 10 | 3  | 7  | 674 | 731 | -57  |
| Español de Talca      | 11  | 10 | 1  | 9  | 691 | 839 | -148 |

     Clasifican a Playoffs

#### Fixture Conferencia Centro[4]
| Semana 1              | Semana 1  | Semana 1              | Semana 1                | Semana 1      | Semana 1 |
| Local                 | Resultado | Visita                | Gimnasio                | Fecha         | Hora     |
| --------------------- | --------- | --------------------- | ----------------------- | ------------- | -------- |
| Basket UC             | 69-73     | Municipal Puente Alto | Edificio Deportes CD UC | 19 de octubre | 18:30    |
| Colegio Los Leones    | 74-65     | Sportiva Italiana     | Colegio Los Leones      | 19 de octubre | 19:30    |
| Español de Talca      | 48-81     | CSD Colo-Colo         | Manuel Herrera          | 19 de octubre | 20:30    |
| Sportiva Italiana     | 79-74     | Basket UC             | Fortín Prat             | 20 de octubre | 18:00    |
| Municipal Puente Alto | 67-63     | Colegio Los Leones    | Irene Velásquez         | 20 de octubre | 20:00    |

| Semana 2              | Semana 2  | Semana 2           | Semana 2                | Semana 2      | Semana 2 |
| Local                 | Resultado | Visita             | Gimnasio                | Fecha         | Hora     |
| --------------------- | --------- | ------------------ | ----------------------- | ------------- | -------- |
| Español de Talca      | 60-85     | Colegio Los Leones | Manuel Herrera          | 24 de octubre | 20:30    |
| Basket UC             | 76-69     | CSD Colo-Colo      | Edificio Deportes CD UC | 24 de octubre | 20:30    |
| Municipal Puente Alto | 90-68     | Sportiva Italiana  | Irene Velásquez         | 25 de octubre | 20:30    |
| CSD Colo-Colo         | 68-87     | Colegio Los Leones | CEO 2                   | 26 de octubre | 19:30    |
| Español de Talca      | 62-64     | Basket UC          | Manuel Herrera          | 26 de octubre | 20:30    |

| Semana 3              | Semana 3  | Semana 3              | Semana 3                | Semana 3       | Semana 3 |
| Local                 | Resultado | Visita                | Gimnasio                | Fecha          | Hora     |
| --------------------- | --------- | --------------------- | ----------------------- | -------------- | -------- |
| CSD Colo-Colo         | 97-85     | Sportiva Italiana     | CEO 2                   | 1 de noviembre | 20:00    |
| Municipal Puente Alto | 76-73     | Español de Talca      | Irene Velásquez         | 2 de noviembre | 19:30    |
| Basket UC             | 61-67     | Colegio Los Leones    | Edificio Deportes CD UC | 2 de noviembre | 20:30    |
| Sportiva Italiana     | 91-89     | Español de Talca      | Club Brisas             | 3 de noviembre | 18:30    |
| CSD Colo-Colo         | 81-75     | Municipal Puente Alto | CEO 2                   | 3 de noviembre | 20:30    |

| Semana 4              | Semana 4  | Semana 4              | Semana 4           | Semana 4       | Semana 4 |
| Local                 | Resultado | Visita                | Gimnasio           | Fecha          | Hora     |
| --------------------- | --------- | --------------------- | ------------------ | -------------- | -------- |
| Español de Talca      | 70-82     | Municipal Puente Alto | Manuel Herrera     | 8 de noviembre | 20:00    |
| Colegio Los Leones    | 76-66     | Basket UC             | Colegio Los Leones | 8 de noviembre | 20:30    |
| Sportiva Italiana     | 63-77     | CSD Colo-Colo         | Fortín Prat        | 8 de noviembre | 21:00    |
| Municipal Puente Alto | 81-77     | CSD Colo-Colo         | Irene Velásquez    | 9 de noviembre | 20:30    |

| Semana 5           | Semana 5  | Semana 5              | Semana 5                | Semana 5        | Semana 5 |
| Local              | Resultado | Visita                | Gimnasio                | Fecha           | Hora     |
| ------------------ | --------- | --------------------- | ----------------------- | --------------- | -------- |
| Sportiva Italiana  | 79-76     | Municipal Puente Alto | Fortín Prat             | 14 de noviembre | 19:30    |
| CSD Colo-Colo      | 84-58     | Basket UC             | CEO 2                   | 14 de noviembre | 20:00    |
| Colegio Los Leones | 107-61    | Español de Talca      | Colegio Los Leones      | 14 de noviembre | 20:30    |
| Colegio Los Leones | 101-69    | CSD Colo-Colo         | Colegio Los Leones      | 15 de noviembre | 20:30    |
| Basket UC          | 82-73     | Español de Talca      | Edificio Deportes CD UC | 16 de noviembre | 20:30    |

| Semana 6              | Semana 6  | Semana 6              | Semana 6                | Semana 6        | Semana 6 |
| Local                 | Resultado | Visita                | Gimnasio                | Fecha           | Hora     |
| --------------------- | --------- | --------------------- | ----------------------- | --------------- | -------- |
| Español de Talca      | 73-96     | Sportiva Italiana     | Manuel Herrera          | 28 de noviembre | 20:00    |
| Municipal Puente Alto | 77-70     | Basket UC             | Irene Velásquez         | 29 de noviembre | 20:00    |
| CSD Colo-Colo         | 75-82     | Español de Talca      | CEO 2                   | 30 de noviembre | 19:30    |
| Sportiva Italiana     | 78-72     | Colegio Los Leones    | Fortín Prat             | 30 de noviembre | 20:30    |
| Basket UC             | 54-71     | Sportiva Italiana     | Edificio Deportes CD UC | 1 de diciembre  | 20:00    |
| Colegio Los Leones    | 72-76     | Municipal Puente Alto | Colegio Los Leones      | 1 de diciembre  | 20:30    |

### Conferencia Sur[5]
| Equipo                    | Pts | PJ | PG | PP | PF  | PC  | Dif  |
| ------------------------- | --- | -- | -- | -- | --- | --- | ---- |
| Universidad de Concepción | 20  | 10 | 10 | 0  | 888 | 796 | 92   |
| ABA Ancud                 | 16  | 10 | 6  | 4  | 805 | 834 | -29  |
| Puerto Varas Basket       | 16  | 10 | 6  | 4  | 814 | 734 | 80   |
| Español de Osorno         | 15  | 10 | 5  | 5  | 806 | 745 | 61   |
| Deportes Las Ánimas       | 13  | 10 | 3  | 7  | 738 | 843 | -105 |
| CD Valdivia               | 10  | 10 | 0  | 10 | 753 | 852 | -99  |

     Clasifican a Playoffs

#### Fixture Conferencia Sur[6]
| Semana 1                  | Semana 1  | Semana 1            | Semana 1            | Semana 1      | Semana 1 |
| Local                     | Resultado | Visita              | Gimnasio            | Fecha         | Hora     |
| ------------------------- | --------- | ------------------- | ------------------- | ------------- | -------- |
| Puerto Varas Basket       | 82-62     | CD Las Ánimas       | Fiscal Puerto Varas | 18 de octubre | 20:30    |
| Universidad de Concepción | 97-87     | CD Valdivia         | Casa del Deporte    | 18 de octubre | 20:30    |
| Universidad de Concepción | 82-74     | Puerto Varas Basket | Casa del Deporte    | 20 de octubre | 20:30    |

| Semana 2            | Semana 2  | Semana 2                  | Semana 2                  | Semana 2      | Semana 2 |
| Local               | Resultado | Visita                    | Gimnasio                  | Fecha         | Hora     |
| ------------------- | --------- | ------------------------- | ------------------------- | ------------- | -------- |
| ABA Ancud           | 77-89     | Universidad de Concepción | Fiscal de Ancud           | 25 de octubre | 19:30    |
| Español de Osorno   | 80-78     | Puerto Varas Basket       | Monumental María Gallardo | 25 de octubre | 19:30    |
| CD Valdivia         | 72-78     | CD Las Ánimas             | Coliseo Antonio Azurmendy | 25 de octubre | 20:30    |
| Español de Osorno   | 74-77     | Universidad de Concepción | Monumental María Gallardo | 26 de octubre | 18:30    |
| CD Las Ánimas       | 86-91     | ABA Ancud                 | Coliseo Antonio Azurmendy | 26 de octubre | 19:30    |
| Puerto Varas Basket | 91-70     | CD Valdivia               | Fiscal Puerto Varas       | 26 de octubre | 20:30    |

| Semana 3                  | Semana 3  | Semana 3            | Semana 3                  | Semana 3       | Semana 3 |
| Local                     | Resultado | Visita              | Gimnasio                  | Fecha          | Hora     |
| ------------------------- | --------- | ------------------- | ------------------------- | -------------- | -------- |
| Universidad de Concepción | 113-90    | CD Las Ánimas       | Casa del Deporte          | 1 de noviembre | 20:30    |
| CD Valdivia               | 69-83     | Español de Osorno   | Coliseo Antonio Azurmendy | 2 de noviembre | 20:30    |
| CD Las Ánimas             | 56-52     | Español de Osorno   | Coliseo Antonio Azurmendy | 3 de noviembre | 18:00    |
| ABA Ancud                 | 69-62     | Puerto Varas Basket | Fiscal de Ancud           | 4 de noviembre | 20:30    |
| ABA Ancud                 | 91-76     | CD Valdivia         | Fiscal de Ancud           | 5 de noviembre | 20:30    |

| Semana 4            | Semana 4  | Semana 4                  | Semana 4                  | Semana 4        | Semana 4 |
| Local               | Resultado | Visita                    | Gimnasio                  | Fecha           | Hora     |
| ------------------- | --------- | ------------------------- | ------------------------- | --------------- | -------- |
| CD Las Ánimas       | 65-110    | Puerto Varas Basket       | Coliseo Antonio Azurmendy | 8 de noviembre  | 20:30    |
| ABA Ancud           | 91-89     | Español de Osorno         | Fiscal de Ancud           | 9 de noviembre  | 19:30    |
| CD Valdivia         | 78-81     | Universidad de Concepción | Coliseo Antonio Azurmendy | 9 de noviembre  | 21:30    |
| Español de Osorno   | 86-70     | CD Las Ánimas             | Monumental María Gallardo | 10 de noviembre | 19:00    |
| CD Valdivia         | 78-87     | ABA Ancud                 | Coliseo Antonio Azurmendy | 10 de noviembre | 19:00    |
| Puerto Varas Basket | 81-83     | Universidad de Concepción | Fiscal Puerto Varas       | 10 de noviembre | 20:30    |

| Semana 5                  | Semana 5  | Semana 5            | Semana 5                  | Semana 5        | Semana 5 |
| Local                     | Resultado | Visita              | Gimnasio                  | Fecha           | Hora     |
| ------------------------- | --------- | ------------------- | ------------------------- | --------------- | -------- |
| Puerto Varas Basket       | 75-67     | Español de Osorno   | Fiscal Puerto Varas       | 13 de noviembre | 20:30    |
| Universidad de Concepción | 91-75     | ABA Ancud           | Casa del Deporte          | 13 de noviembre | 20:30    |
| CD Las Ánimas             | 73-65     | CD Valdivia         | Coliseo Antonio Azurmendy | 14 de noviembre | 20:30    |
| ABA Ancud                 | 85-82     | CD Las Ánimas       | Fiscal de Ancud           | 15 de noviembre | 19:30    |
| CD Valdivia               | 82-83     | Puerto Varas Basket | Coliseo Antonio Azurmendy | 15 de noviembre | 19:30    |
| Universidad de Concepción | 88-84     | Español de Osorno   | Casas del Deporte         | 15 de noviembre | 20:30    |

| Semana 6            | Semana 6  | Semana 6                  | Semana 6                  | Semana 6        | Semana 6 |
| Local               | Resultado | Visita                    | Gimnasio                  | Fecha           | Hora     |
| ------------------- | --------- | ------------------------- | ------------------------- | --------------- | -------- |
| Puerto Varas Basket | 78-74     | ABA Ancud                 | Fiscal Puerto Varas       | 29 de noviembre | 20:30    |
| Español de Osorno   | 88-76     | CD Valdivia               | Monumental María Gallardo | 29 de noviembre | 20:30    |
| CD Las Ánimas       | 76-87     | Universidad de Concepción | Las Ánimas                | 30 de noviembre | 19:30    |
| Español de Osorno   | 103-65    | ABA Ancud                 | Monumental María Gallardo | 30 de noviembre | 20:30    |

## Play-Offs
|  | Cuartos de final | Cuartos de final          | Cuartos de final | Cuartos de final   | Cuartos de final | Cuartos de final | Cuartos de final |                       |                           | Semifinal | Semifinal | Semifinal |              |                       | Final        | Final                     | Final |  |
|  |                  |                           |                  |                    |                  |                  |                  |                       |                           |           |           |           |              |                       |              |                           |       |  |
|  |                  |                           |                  |                    |                  |                  |                  |                       |                           |           |           |           |              |                       |              |                           |       |  |
|  | 1C               | Municipal Puente Alto     | 87               | 79                 | 65               |                  |                  |                       |                           |           |           |           |              |                       |              |                           |       |  |
|  | 1C               | Municipal Puente Alto     | 87               | 79                 | 65               |                  |                  |                       |                           |           |           |           |              |                       |              |                           |       |  |
|  | 4C               | Colo-Colo                 | 83               | 74                 | 62               |                  |                  |                       |                           |           |           |           |              |                       |              |                           |       |  |
|  | 4C               | Colo-Colo                 | 83               | 74                 | 62               |                  | 1C               | Municipal Puente Alto | 71                        |           |           |           |              |                       |              |                           |       |  |
|  |                  |                           |                  |                    |                  |                  |                  | Municipal Puente Alto | 71                        |           |           |           |              |                       |              |                           |       |  |
|  |                  |                           | 2S               | ABA Ancud          | 84               |                  |                  |                       |                           |           |           |           |              |                       |              |                           |       |  |
|  | 2S               | ABA Ancud                 | 2S               | ABA Ancud          | 84               | 78               | 62               | 68                    | 75                        | 80        |           |           |              |                       |              |                           |       |  |
|  | 2S               | ABA Ancud                 |                  |                    |                  |                  |                  | 68                    | 75                        | 80        |           |           |              |                       |              |                           |       |  |
|  | 3S               | Puerto Varas Basket       | 72               | 69                 | 66               | 85               | 72               |                       |                           |           |           |           |              |                       |              |                           |       |  |
|  | 3S               | Puerto Varas Basket       | 72               | 69                 | 66               | 85               | 72               |                       |                           |           |           |           |              | 2S                    | ABA Ancud    | 73                        |       |  |
|  |                  |                           |                  |                    |                  |                  |                  |                       |                           |           |           |           |              | 2S                    | ABA Ancud    | 73                        |       |  |
|  |                  |                           | 2C               | Colegio Los Leones | 66               |                  |                  |                       |                           |           |           |           |              |                       |              |                           |       |  |
|  | 1S               | Universidad de Concepción | 2C               | Colegio Los Leones | 66               | 86               | 80               | 64                    | 88                        |           |           |           |              |                       |              |                           |       |  |
|  | 1S               | Universidad de Concepción |                  |                    |                  |                  |                  | 64                    | 88                        |           |           |           |              |                       |              |                           |       |  |
|  | 4S               | Español de Osorno         | 82               | 78                 | 92               | 82               |                  |                       |                           |           |           |           |              |                       |              |                           |       |  |
|  | 4S               | Español de Osorno         | 82               | 78                 | 92               | 82               |                  | 1S                    | Universidad de Concepción | 58        |           |           | Tercer lugar | Tercer lugar          | Tercer lugar |                           |       |  |
|  |                  |                           |                  |                    |                  |                  |                  | 1S                    | Universidad de Concepción | 58        |           |           | Tercer lugar | Tercer lugar          | Tercer lugar |                           |       |  |
|  |                  |                           | 2C               | Colegio Los Leones | 59               |                  |                  |                       |                           |           |           |           |              |                       |              |                           |       |  |
|  | 2C               | Colegio Los Leones        | 2C               | Colegio Los Leones | 59               | 82               | 63               | 84                    | 88                        | 86        |           |           | 1C           | Municipal Puente Alto | 64           |                           |       |  |
|  | 2C               | Colegio Los Leones        |                  |                    |                  |                  |                  | 84                    | 88                        | 86        |           |           | 1C           | Municipal Puente Alto | 64           |                           |       |  |
|  | 3C               | Sportiva Italiana         | 51               | 81                 | 85               | 84               | 68               |                       |                           |           |           |           |              |                       | 1S           | Universidad de Concepción | 75    |  |
|  | 3C               | Sportiva Italiana         | 51               | 81                 | 85               | 84               | 68               |                       |                           |           |           |           |              |                       | 1S           | Universidad de Concepción | 75    |  |
|  |                  |                           |                  |                    |                  |                  |                  |                       |                           |           |           |           |              |                       |              |                           |       |  |

### Cuartos de final

#### 1CMunicipal Puente Altovs4CColo-Colo
| 7 de diciembre de 2024 Partido 1           | Municipal Puente Alto                                         | 87–83 (Series: 1-0)                   | Colo-Colo                                                              | Puente Alto                                                                                      |  |  |
| 21:00                                      | Parciales: 29-18, 20-18, 17-16, 21-31                         | Parciales: 29-18, 20-18, 17-16, 21-31 | Parciales: 29-18, 20-18, 17-16, 21-31                                  |                                                                                                  |  |  |
|                                            | Estadísticas J. Ocasio 16 J. Ocasio 11 F. Bravo 7 F. Bravo 22 | Reporte Pts Reb Asts Val              | Estadísticas 20 F. Schuler 10 D. Wright 5 D. Mc Kinney 20 D. Mc Kinney | Pabellón: Municipal Irene Velásquez Árbitros: R. Aguilar M. Gonzáles R. Painemil Televisión: CDO |  |  |
| Municipal Puente Alto lidera la serie, 1-0 |                                                               |                                       |                                                                        |                                                                                                  |  |  |
|                                            |                                                               |                                       |                                                                        |                                                                                                  |  |  |

| 8 de diciembre de 2024 Partido 2           | Municipal Puente Alto                                          | 79–74 (Series: 2-0)                 | Colo-Colo                                                           | Puente Alto                                                                                            |  |  |
| 20:30                                      | Parciales: 28-9, 22-24, 9-19, 20-22                            | Parciales: 28-9, 22-24, 9-19, 20-22 | Parciales: 28-9, 22-24, 9-19, 20-22                                 | |  |  |
|                                            | Estadísticas A. Pinedo 23 A. Pinedo 10 F. Bravo 3 A. Pinedo 27 | Reporte Pts Reb Asts Val            | Estadísticas 16 D. Mc Kinney 15 D. Wright 5 C. Urrutia 22 D. Wright | Pabellón: Municipal Irene Velásquez Árbitros: M. Bravo M. Silva J. Carrasco Televisión: basquetpass.tv |  |  |
| Municipal Puente Alto lidera la serie, 2-0 |                                                                |                                     |                                                                     | |  |  |
|                                            |                                                                |                                     |                                                                     | |  |  |

| 12 de diciembre de 2024 Partido 3        | Colo-Colo                                                             | 62–65 (Series: 0-3)                  | Municipal Puente Alto                                        | Ñuñoa                                                                                          |  |  |
| 20:00                                    | Parciales: 10-21, 19-8, 23-16, 10-20                                  | Parciales: 10-21, 19-8, 23-16, 10-20 | Parciales: 10-21, 19-8, 23-16, 10-20                         |                                                                                                |  |  |
|                                          | Estadísticas D. Mc Kinney 23 D. Mc Kinney 8 C. Urrutia 5 D. Wright 17 | Reporte Pts Reb Asts Val             | Estadísticas 26 J. Ocasio 8 F. Bravo 6 F. Bravo 24 J. Ocasio | Pabellón: Gimnasio CEO 2 Árbitros: E. Fernández M. Bravo E. Jeraldo Televisión: basquetpass.tv |  |  |
| Municipal Puente Alto gana la serie, 3-0 |                                                                       |                                      |                                                              |                                                                                                |  |  |
|                                          |                                                                       |                                      |                                                              |                                                                                                |  |  |

#### 2SABA Ancudvs3SPuerto Varas Basket
| 6 de diciembre de 2024 Partido 1 | ABA Ancud                                                        | 78–72 (Series: 1-0)                   | Puerto Varas Basket                                           | Ancud                                                                                          |  |  |
| 19:30                            | Parciales: 23-21, 19-18, 22-14, 14-19                            | Parciales: 23-21, 19-18, 22-14, 14-19 | Parciales: 23-21, 19-18, 22-14, 14-19                         |                                                                                                |  |  |
|                                  | Estadísticas A. Vergara 22 Á. Peña 12 F. Morales 9 A. Vergara 26 | Reporte Pts Reb Asts Val              | Estadísticas 15 M. Pérez 11 A. Corum 5 P. Arroyo 16 P. Arroyo | Pabellón: Fiscal de Ancud Árbitros: F. Ibarra S. Negrón K. Marchant Televisión: basquetpass.tv |  |  |
| ABA Ancud lidera la serie, 1-0   |                                                                  |                                       |                                                               |                                                                                                |  |  |
|                                  |                                                                  |                                       |                                                               |                                                                                                |  |  |

| 7 de diciembre de 2024 Partido 2 | ABA Ancud                                                          | 62–69 (Series: 1-1)                  | Puerto Varas Basket                                             | Ancud                                                                                           |  |  |
| 19:30                            | Parciales: 24-25, 13-12, 16-13, 9-19                               | Parciales: 24-25, 13-12, 16-13, 9-19 | Parciales: 24-25, 13-12, 16-13, 9-19                            |                                                                                                 |  |  |
|                                  | Estadísticas F. Morales 18 F. Morales 7 F. Morales 6 F. Morales 18 | Reporte Pts Reb Asts Val             | Estadísticas 18 J. Morris 12 J. Morris 4 P. Arroyo 26 J. Morris | Pabellón: Fiscal de Ancud Árbitros: S. Negrón C. Escobar R. Oliveros Televisión: basquetpass.tv |  |  |
| serie empatada, 1-1              |                                                                    |                                      |                                                                 |                                                                                                 |  |  |
|                                  |                                                                    |                                      |                                                                 |                                                                                                 |  |  |

| 12 de diciembre de 2024 Partido 3 | Puerto Varas Basket                                              | 66–68 (Series: 1-2)                  | ABA Ancud                                                  | Puerto Varas                                                                                            |  |  |
| 20:30                             | Parciales: 18-20, 21-23, 16-9, 11-16                             | Parciales: 18-20, 21-23, 16-9, 11-16 | Parciales: 18-20, 21-23, 16-9, 11-16                       | |  |  |
|                                   | Estadísticas P. Arroyo 15 A. Corum 15 C. Villagrán 5 A. Corum 20 | Reporte Pts Reb Asts Val             | Estadísticas 24 Á. Peña 13 Á. Peña 7 F. Morales 31 Á. Peña | Pabellón: Fiscal de Puerto Varas Árbitros: C. Vargas P. Mardones K. Marchant Televisión: basquetpass.tv |  |  |
| ABA Ancud lidera la serie, 2-1    |                                                                  |                                      |                                                            | |  |  |
|                                   |                                                                  |                                      |                                                            | |  |  |

| 13 de diciembre de 2024 Partido 4 | Puerto Varas Basket                                          | 85–75 (Series: 2-2)                   | ABA Ancud                                                       | Puerto Varas                                                                                |  |  |
| 20:30                             | Parciales: 19-17, 19-17, 24-18, 23-23                        | Parciales: 19-17, 19-17, 24-18, 23-23 | Parciales: 19-17, 19-17, 24-18, 23-23                           |                                                                                             |  |  |
|                                   | Estadísticas M. Pérez 31 A. Corum 16 P. Arroyo 7 A. Corum 30 | Reporte Pts Reb Asts Val              | Estadísticas 20 Á. Peña 7 F. Morales 9 F. Morales 23 F. Morales | Pabellón: Fiscal de Puerto Varas Árbitros: S. Negrón M. González R. Aguilar Televisión: CDO |  |  |
| serie empatada, 2-2               |                                                              |                                       |                                                                 |                                                                                             |  |  |
|                                   |                                                              |                                       |                                                                 |                                                                                             |  |  |

| 15 de diciembre de 2024 Partido 5 | ABA Ancud                                                   | 80–72 (Series: 3-2)                   | Puerto Varas Basket                                           | Ancud                                                                                              |  |  |
| 19:00                             | Parciales: 25-17, 14-20, 18-13, 23-22                       | Parciales: 25-17, 14-20, 18-13, 23-22 | Parciales: 25-17, 14-20, 18-13, 23-22                         | |  |  |
|                                   | Estadísticas Á. Peña 21 D. Woods 10 F. Morales 4 Á. Peña 27 | Reporte Pts Reb Asts Val              | Estadísticas 19 J. Morris 17 A. Corum 3 P. Arroyo 26 A. Corum | Pabellón: Fiscal de Ancud Árbitros: P. Mardones E. Navarrete C. Escobar Televisión: basquetpass.tv |  |  |
| ABA Ancud lidera la serie, 3-2    |                                                             |                                       |                                                               | |  |  |
|                                   |                                                             |                                       |                                                               | |  |  |

#### 1SUniversidad de Concepciónvs4SEspañol de Osorno
| 6 de diciembre de 2024 Partido 1               | Universidad de Concepción                                            | 86–82 (Series: 1-0)                   | Español de Osorno                                                | Concepción                                                                            |  |  |
| 21:00                                          | Parciales: 20-26, 26-22, 23-17, 17-17                                | Parciales: 20-26, 26-22, 23-17, 17-17 | Parciales: 20-26, 26-22, 23-17, 17-17                            |                                                                                       |  |  |
|                                                | Estadísticas S. Maxwell 28 S. Maxwell 15 S. Carrasco 5 S. Maxwell 35 | Reporte Pts Reb Asts Val              | Estadísticas 30 C. Zinaich 10 C. Zinaich 5 B. Amor 32 C. Zinaich | Pabellón: Casa del Deporte Árbitros: R. Aguilar P. Mardones A. Tudela Televisión: CDO |  |  |
| Universidad de Concepción lidera la serie, 1-0 |                                                                      |                                       |                                                                  |                                                                                       |  |  |
|                                                |                                                                      |                                       |                                                                  |                                                                                       |  |  |

| 7 de diciembre de 2024 Partido 2               | Universidad de Concepción                            | 80–78 (Series: 2-0)                   | Español de Osorno                                  | Concepción                                                                                         |  |  |
| 20:30                                          | Parciales: 23-21, 20-16, 25-23, 12-18                | Parciales: 23-21, 20-16, 25-23, 12-18 | Parciales: 23-21, 20-16, 25-23, 12-18              | |  |  |
|                                                | Estadísticas S. Maxwell 19 S. Maxwell 9 N. Aguirre 4 | Reporte Pts Reb Asts                  | Estadísticas 19 C. Zinaich 11 C. Zinaich 8 B. Amor | Pabellón: Casa del Deporte Árbitros: F. Ibarra A. Morales A. Hermosilla Televisión: basquetpass.tv |  |  |
| Universidad de Concepción lidera la serie, 2-0 |                                                      |                                       |                                                    | |  |  |
|                                                |                                                      |                                       |                                                    | |  |  |

| 12 de diciembre de 2024 Partido 3              | Español de Osorno                                                  | 92–64 (Series: 1-2)                   | Universidad de Concepción                                           | Osorno                                                                                          |  |  |
| 20:30                                          | Parciales: 27-17, 21-13, 20-22, 24-12                              | Parciales: 27-17, 21-13, 20-22, 24-12 | Parciales: 27-17, 21-13, 20-22, 24-12                               |                                                                                                 |  |  |
|                                                | Estadísticas C. Zinaich 36 C. Zinaich 10 A. Moraga 6 C. Zinaich 47 | Reporte Pts Reb Asts Val              | Estadísticas 20 S. Maxwell 10 S. Maxwell 4 N. Aguirre 21 S. Maxwell | Pabellón: Monumental María Gallardo Árbitros: R. Aguilar M. Gonzáles L. Poblete Televisión: CDO |  |  |
| Universidad de Concepción lidera la serie, 2-1 |                                                                    |                                       |                                                                     |                                                                                                 |  |  |
|                                                |                                                                    |                                       |                                                                     |                                                                                                 |  |  |

| 13 de diciembre de 2024 Partido 4            | Español de Osorno                                             | 82–88 (Series: 1-3)                   | Universidad de Concepción                                              | Osorno |  |  |
| 20:30                                        | Parciales: 24-17, 21-28, 19-19, 18-24                         | Parciales: 24-17, 21-28, 19-19, 18-24 | Parciales: 24-17, 21-28, 19-19, 18-24                                  | |  |  |
|                                              | Estadísticas C. Zinaich 24 Y. Rasas 9 B. Amor 7 C. Zinaich 32 | Reporte Pts Reb Asts Val              | Estadísticas 20 S. Carrasco 10 S. Maxwell 6 S. Carrasco 23 S. Carrasco | Pabellón: Monumental María Gallardo Árbitros: P. Mardones R. Oliveros K. Marchant Televisión: basquetpass.tv |  |  |
| Universidad de Concepción gana la serie, 3-1 |                                                               |                                       |                                                                        | |  |  |
|                                              |                                                               |                                       |                                                                        | |  |  |

#### 2CColegio Los Leonesvs3CSportiva Italiana
| 5 de diciembre de 2024 Partido 1        | Colegio Los Leones                                         | 82–51 (Series: 1-0)                   | Sportiva Italiana                                                 | Quilpué                                                                                          |  |  |
| 20:30                                   | Parciales: 21-17, 14-14, 26-10, 21-10                      | Parciales: 21-17, 14-14, 26-10, 21-10 | Parciales: 21-17, 14-14, 26-10, 21-10                             |                                                                                                  |  |  |
|                                         | Estadísticas E. Lugo 15 E. Lugo 10 S. Mijares 4 E. Lugo 22 | Reporte Pts Reb Asts Val              | Estadísticas 10 B. Aguilera 9 J. Barra 2 G. Hernández 16 J. Barra | Pabellón: Colegio Los Leones Árbitros: C. Osorio S. Romero A. Morales Televisión: basquetpass.tv |  |  |
| Colegio Los Leones lidera la serie, 1-0 |                                                            |                                       |                                                                   |                                                                                                  |  |  |
|                                         |                                                            |                                       |                                                                   |                                                                                                  |  |  |

| 6 de diciembre de 2024 Partido 2 | Colegio Los Leones                                             | 63–81 (Series: 1-1)                   | Sportiva Italiana                                                     | Quilpué                                                                                            |  |  |
| 20:30                            | Parciales: 23-21, 13-21, 12-18, 15-21                          | Parciales: 23-21, 13-21, 12-18, 15-21 | Parciales: 23-21, 13-21, 12-18, 15-21                                 | |  |  |
|                                  | Estadísticas R. Johnson 17 T. Jones 9 D. Jones 5 R. Johnson 15 | Reporte Pts Reb Asts Val              | Estadísticas 41 D. Wallace 12 K. Simon Jr 5 K. Simon Jr 32 D. Wallace | Pabellón: Colegio Los Leones Árbitros: C. Osorio M. González R. Morales Televisión: basquetpass.tv |  |  |
| serie empatada, 1-1              |                                                                |                                       |                                                                       | |  |  |
|                                  |                                                                |                                       |                                                                       | |  |  |

| 8 de diciembre de 2024 Partido 3       | Sportiva Italiana                                                    | 85–84 (Series: 2-1)                   | Colegio Los Leones                                                      | Valparaíso                                                                                 |  |  |
| 17:00                                  | Parciales: 25-25, 24-20, 18-19, 18-20                                | Parciales: 25-25, 24-20, 18-19, 18-20 | Parciales: 25-25, 24-20, 18-19, 18-20                                   |                                                                                            |  |  |
|                                        | Estadísticas D. Wallace 21 D. Wallace 9 G. Hernández 5 D. Wallace 20 | Reporte Pts Reb Asts Val              | Estadísticas 27 J. Evans Jr 9 J. Evans Jr 8 N. Rebolledo 30 J. Evans Jr | Pabellón: Fortín Prat Árbitros: M. González R. Araya J. Eduardo Televisión: basquetpass.tv |  |  |
| Sportiva Italiana lidera la serie, 2-1 |                                                                      |                                       |                                                                         |                                                                                            |  |  |
|                                        |                                                                      |                                       |                                                                         |                                                                                            |  |  |

| 10 de diciembre de 2024 Partido 4 | Sportiva Italiana                                                     | 84–88 (Series: 2-2)                   | Colegio Los Leones                                                   | Valparaíso                                                                                  |  |  |
| 20:30                             | Parciales: 12-31, 20-26, 20-14, 32-17                                 | Parciales: 12-31, 20-26, 20-14, 32-17 | Parciales: 12-31, 20-26, 20-14, 32-17                                |                                                                                             |  |  |
|                                   | Estadísticas G. Hernández 23 J. Barra 10 G. Hernández 7 F. Herrera 28 | Reporte Pts Reb Asts Val              | Estadísticas 18 J. Evans Jr 10 J. Evans Jr 7 D. Jones 27 J. Evans Jr | Pabellón: Fortín Prat Árbitros: E. Fernández S. Negrón S. Romero Televisión: basquetpass.tv |  |  |
| serie empatada, 2-2               |                                                                       |                                       |                                                                      |                                                                                             |  |  |
|                                   |                                                                       |                                       |                                                                      |                                                                                             |  |  |

| 11 de diciembre de 2024 Partido 5     | Colegio Los Leones                                         | 86–68 (Series: 3-2)                   | Sportiva Italiana                                                      | Quilpué                                                                                       |  |  |
| 20:30                                 | Parciales: 25-20, 10-18, 32-17, 19-13                      | Parciales: 25-20, 10-18, 32-17, 19-13 | Parciales: 25-20, 10-18, 32-17, 19-13                                  |                                                                                               |  |  |
|                                       | Estadísticas D. Jones 18 D. Jones 8 D. Jones 7 D. Jones 26 | Reporte Pts Reb Asts Val              | Estadísticas 17 F. Herrera 8 F. Herrera 6 G. Hernández 15 G. Hernández | Pabellón: Colegio Los Leones Árbitros: S. Negrón M. Bravo M. Silva Televisión: basquetpass.tv |  |  |
| Colegio Los Leones gana la serie, 3-2 |                                                            |                                       |                                                                        |                                                                                               |  |  |
|                                       |                                                            |                                       |                                                                        |                                                                                               |  |  |

### Semifinales

#### 1SUniversidad de Concepciónvs2CColegio Los Leones
| 20 de diciembre de 2024 Partido 1    | Universidad de Concepción                                             | 58–59 (Series: 0-1)                   | Colegio Los Leones                                      | Ancud |  |  |
| 18:00                                | Parciales: 17-23, 15-14, 15-11, 11-11                                 | Parciales: 17-23, 15-14, 15-11, 11-11 | Parciales: 17-23, 15-14, 15-11, 11-11                   | |  |  |
|                                      | Estadísticas S. Carrasco 11 S. Maxwell 11 S. Carrasco 4 S. Maxwell 18 | Reporte Pts Reb Asts Val              | Estadísticas 13 J. Evans Jr 5 S. Mijares 17 J. Evans Jr | Pabellón: Fiscal de Ancud Asistencia: 800 espectadores Árbitros: E. Fernández S. Negrón C. Vargas Televisión: CDO |  |  |
| Colegio Los Leones avanza a la final |                                                                       |                                       |                                                         | |  |  |
|                                      |                                                                       |                                       |                                                         | |  |  |

#### 1CMunicipal Puente Altovs2SABA Ancud
| 20 de diciembre de 2024 Partido 1 | Municipal Puente Alto                                        | 71–84 (Series: 0-1)                   | ABA Ancud                                                          | Ancud |  |  |
| 20:30                             | Parciales: 18-27, 28-17, 11-22, 14-18                        | Parciales: 18-27, 28-17, 11-22, 14-18 | Parciales: 18-27, 28-17, 11-22, 14-18                              | |  |  |
|                                   | Estadísticas J. Ocasio 22 J. Ocasio 9 P. Coro 4 J. Ocasio 26 | Reporte Pts Reb Asts Val              | Estadísticas 22 F. Morales 7 A. Vergara 9 F. Morales 22 F. Morales | Pabellón: Fiscal de Ancud Asistencia: 2.000 espectadores Árbitros: F. Ibarra R. Aguilar M. Gonzales Televisión: CDO |  |  |
| ABA Ancud avanza a la final       |                                                              |                                       |                                                                    | |  |  |
|                                   |                                                              |                                       |                                                                    | |  |  |

### 3er Lugar

#### 1SUniversidad de Concepciónvs1CMunicipal Puente Alto
| 21 de diciembre de 2024 Partido 1                 | Universidad de Concepción                                         | 75–64 (Series: 1-0)                   | Municipal Puente Alto                                            | Ancud |  |  |
| 18:00                                             | Parciales: 22-15, 19-14, 17-17, 17-18                             | Parciales: 22-15, 19-14, 17-17, 17-18 | Parciales: 22-15, 19-14, 17-17, 17-18                            | |  |  |
|                                                   | Estadísticas S. Maxwell 21 S. Maxwell 11 D. Silva 4 S. Maxwell 24 | Reporte Pts Reb Asts Val              | Estadísticas 22 J. Ocasio 18 J. Strings 3 J. Ocasio 21 J. Ocasio | Pabellón: Fiscal de Ancud Asistencia: 500 espectadores Árbitros: S. Negrón M. Negrón C. Vargas Televisión: CDO |  |  |
| Universidad de Concepción obtiene el tercer lugar |                                                                   |                                       |                                                                  | |  |  |
|                                                   |                                                                   |                                       |                                                                  | |  |  |

### Final

#### 2SABA Ancudvs2CColegio Los Leones
| 21 de diciembre de 2024 Partido 1                | ABA Ancud                                                       | 73–66 (Series: 1-0)                   | Colegio Los Leones                                                    | Ancud |  |  |
| 20:30                                            | Parciales: 19-13, 22-18, 14-11, 18-24                           | Parciales: 19-13, 22-18, 14-11, 18-24 | Parciales: 19-13, 22-18, 14-11, 18-24                                 | |  |  |
|                                                  | Estadísticas N. Martínez 17 D. Woods 9 A. Vergara 5 D. Woods 21 | Reporte Pts Reb Asts Val              | Estadísticas 22 J. Evans Jr 11 R. Johnson 5 S. Mijares 20 J. Evans Jr | Pabellón: Fiscal de Ancud Asistencia: 2.100 espectadores Árbitros: F. Ibarra E. Fernández R. Aguilar Televisión: CDO |  |  |
| ABA Ancud se consagra campeón de Copa Chile 2024 |                                                                 |                                       |                                                                       | |  |  |
|                                                  |                                                                 |                                       |                                                                       | |  |  |

## Campeón
|                       |
| ABA Ancud 1.er título |
|                       |